# Danh sách quốc gia Đông Á theo tiềm năng quân sự
Danh sách các quốc gia Đông Á theo tiềm năng quân sự là một bảng thống kê tổng hợp về quốc phòng theo dữ liệu của các quốc gia Đông Á, với 8 quốc gia và vùng lãnh thổ, riêng 2 lãnh thổ là: Hong Kong và Ma Cao được CHND Trung Hoa bảo trợ và chịu trách nhiệm về quốc phòng, các quốc gia còn lại đều có hệ thống quốc phòng riêng của mình. Trong đó CHND Trung Hoa có số quân tại ngũ và chi phí quốc phòng cao nhất khu vực, xếp sau có thể nói đến CHDCND Triều Tiên với số quân trên 1,1 triệu quân tại ngũ, còn chi phí quốc phòng thì phải nói đến Nhật Bản, với hơn 59,2 triệu USD, chỉ xếp sau CHND Trung Hoa. Lực lượng quân sự lẩn chi phí quốc phòng thấp nhất Đông Á là nhà nước Cộng hòa Mông Cổ.
| STT | Quốc gia Đông Bắc Á | Quân đội                                            | Số quân tại ngũ (2011 - 2012) | Chi phí quốc phòng (2011 - 2012) USD |
| --- | ------------------- | --------------------------------------------------- | ----------------------------- | ------------------------------------ |
| 1   | Trung Quốc          | Quân đội Giải phóng Nhân dân Trung Quốc             | 2.285.000                     | 166.107.000.000                      |
| 2   | Nhật Bản            | Lực lượng Phòng vệ Nhật Bản                         | 230,300                       | 59.267.000.000                       |
| 3   | CHDCND Triều Tiên   | Quân đội Nhân dân Triều Tiên                        | 1.106.000                     | ?                                    |
| 4   | Hàn Quốc            | Quốc quân Đại Hàn Dân Quốc                          | 687.000                       | 31.660.000.000                       |
| 5   | Mông Cổ             | Lực lượng Vũ trang Mông Cổ                          | 10.000                        | 69.600.000                           |
| 6   | Đài Loan            | Quốc quân Trung Hoa Dân Quốc                        | 290.000                       | 10.721,000,000                       |
| 7   | Hong Kong           | Bảo trợ bởi Chính quyền Cộng hoà Nhân dân Trung Hoa | Bảo trợ bởi CHND Trung Hoa    | Bảo trợ bởi CHND Trung Hoa           |
| 8   | Macau               | Bảo trợ bởi Chính quyền Cộng hoà Nhân dân Trung Hoa | Bảo trợ bởi CHND Trung Hoa    | Bảo trợ bởi CHND Trung Hoa           |

| STT | Quốc gia Đông Nam Á | Quân đội | Số quân tại ngũ (2011 - 2012) | Chi phí quốc phòng (2011 - 2012) USD |
| --- | ------------------- | -------- | ----------------------------- | ------------------------------------ |